# Юрас (приток Северной Двины)
Юрас — небольшая река на севере России, в Архангельской области. Протекает по территории Приморского района и городского округа «Архангельск». Впадает в протоку Кузнечиха Северной Двины. Длина составляет 28 км.
В 1933 году между Северной Двиной и Юрасом в районе посёлка Уемский был прорыт канал длиной всего около 200 м. В 1971 году обмелевший канал был реформирован, с установкой гидротехнического узла со шлюзом-регулятором. Ежегодно на период повышения уровня воды в реке закрывают щитовой затвор (шандор), чтобы не произошло затопления территории, где располагаются частные жилые дома. При выполнении работ по установке стенок шандорного затвора перед ледоходом и по поднятию стенки шандорного затвора после ледохода на Уемском гидроузле перекрывается движение транспорта по улице Устьянская в посёлке Уемский в районе моста через реку Юрас на выезде из Архангельска в сторону музея деревянного зодчества Малые Корелы.
Притоки: Яда, Ильматиха (правые).

## Происхождение названия
Название реки Юрас возможно происходит из финно-угорского языка племени Чудь и означает «река коренная», от «Юура» — корень.